# ۲۰۲۷۹ هرال
سیارک ۲۰۲۷۹ (به انگلیسی: 20279 Harel، نامگذاری:1998FZ47) بیست هزار و دویست و هفتاد و نهمین سیارک کشف شده‌است که در ۲۰ مارس ۱۹۹۸ کشف شد.
قدر مطلق سیارک برابر ۱۳٫۵ است.